# Erland Herkenrath
Erland Franz Herkenrath (Zürich, 1912. szeptember 24. – Weggis, Luzern kanton, 2003. július 17.) olimpiai bronzérmes és világbajnoki ezüstérmes svájci kézilabdázó.
Részt vett az 1936. évi nyári olimpiai játékokon, amit Berlinben rendeztek. A kézilabdatornán játszott, és a svájci válogatott tagjaként bronzérmes lett.
Az 1938-as férfi szabadtéri kézilabda-világbajnokságon ezüstérmes lett.
A Grasshopper Club Zürich kézilabda-szakosztály alapító tagja.